# Strada statale 156 dei Monti Lepini
La strada statale 156 dei Monti Lepini (SS 156), ora anche strada regionale 156 dei Monti Lepini (SR 156), è un'importante strada statale e regionale italiana che collega i capoluoghi di Frosinone e Latina.

## Storia
La strada statale 156 venne istituita nel 1953 con il seguente percorso: "Innesto con la SS. n. 6 presso Frosinone - Prossedi - Latina."
In seguito al decreto legislativo n. 112 del 1998, dal 1º febbraio 2002 la gestione della tratta Priverno-Sezze è passata alla Regione Lazio, che poi ha devoluto le competenze alla Provincia di Latina per le tratte territorialmente competenti; dal 5 marzo 2007 anche la società Astral ha acquisito la titolarità di concessionario del tratto laziale.
Successivamente alla sua destatalizzazione, è stato inaugurato dal 2009 al 2015 un nuovo tracciato che superasse le criticità del precedente (attraversamento di piccoli centri abitati) tra Roccasecca dei Volsci, Priverno dove innescava anche la strada statale 609 Carpinetana e Sezze.

## Percorso
Il suo tracciato è tipico di una strada ad alta percorrenza. Ha inizio dal quadrivio con la  strada statale 6 Via Casilina e la strada statale 155 di Fiuggi a nord-ovest di Frosinone, di cui rappresenta il braccio meridionale, e prosegue verso sud permettendo di raggiungere i principali comuni della zona dei monti Lepini senza attraversarne i centri abitati.
Percorrendola è possibile raggiungere Ceccano (sia mediante la strada statale 156 dir dei Monti Lepini, sia mediante la strada statale 637 dir di Frosinone e di Gaeta), Patrica, Giuliano di Roma, Prossedi, Priverno (nel cui territorio comunale si diparte la strada statale 699 dell'Abbazia di Fossanova in direzione di Terracina) e Sezze. All'intersezione con la strada statale 7 Via Appia entra nel territorio comunale di Latina e arriva nel centro della città dopo pochi chilometri.

## Strada statale 156 dir dei Monti Lepini
La strada statale 156 dir dei Monti Lepini (SS 156 dir), ora anche strada regionale 156 dir dei Monti Lepini (SR 156 dir), è un'importante strada statale e regionale italiana.
Funge da collegamento tra la strada statale 156 dei Monti Lepini e Ceccano. Ha inizio nel territorio comunale di Patrica, dalla stessa strada statale 156 dei Monti Lepini, e prosegue verso Ceccano toccando alcune delle sue frazioni.
In seguito al decreto legislativo n. 112 del 1998 la gestione è rimasta all'ANAS e passata anche alla Regione Lazio, che ha poi ulteriormente devoluto le competenze alla Provincia di Frosinone; dal 5 marzo 2007 anche la società Astral ha acquisito la titolarità di concessionario del tratto laziale.